# Kumbia
KumbiaPHP és un web entorn de treball lliure escrit amb PHP i Programació orientada a objectes. És basat en pràctiques de desenvolupament web com DRY i el Principi KISS per a programari comercial i educatiu. Kumbia fomenta la velocitat i eficiència en la creació i manteniment d'aplicacions web, reemplaçant tasques de codificació repetitives per poder, control i plaer.

## Característiques
- Sistema de Plantilles senzill.
- Administració de Cache.
- Scaffolding Avançat.
- Mapeig d'objectes relacional (ORM) i Separació MVC.
- Suport per AJAX.
- Generació de Formularis.
- Components Gràfics.
- URL amigables
- Seguretat ACL (Llista de control d'accés)
- Patró ActiveRecord per als models
- Orientat al públic de parla castellana

Els requisits per a instal·lar i configurar és o Windows amb un servidor web i PHP5 instal·lat. Kumbia és compatible amb motors de base de dades com MySQL, PostgreSQL i Oracle. Kumbia intenta proporcionar facilitats per a construir aplicacions robustes per entorns comercials. Això significa que l'entorn de treball és molt flexible i configura-ble. En escollir Kumbia està ajudant un projecte de programari lliure publicat amb llicència GNU/GPL. Kumbia és un esforç per produir un framework que ajudi a reduir el temps de desenvolupament d'aplicacions web sense produir efectes damunt els desenvolupadors.

## Objectius
Kumbia està dissenyat amb els següents aspectes:
- Ser compatible amb moltes plataformes
- Fàcil d'instal·lar i configurar
- Fàcil d'aprendre
- Llest per aplicacions comercials
- Convenció damunt Configuració
- Simple amb la major part de situacions però flexible per adaptar-se a situacions més complexes
- Suportar moltes característiques d'Aplicacions Web Actuals
- Suportar les pràctiques i patrons de programació més productius i eficients
- Produir aplicacions fàcils de mantenir
- Basat en Programari Lliure

El principal objectiu és produir aplicacions que són pràctiques per l'usuari final i no sols per al desenvolupador. La major part de tasques que eliminen temps de desenvolupar en ser automatitzades per Kumbia PHP perquè el desenvolupador es pugui enfocar en la lògica de negoci de l'aplicació.